# Ausangate
L'Ausangate (detto anche Nevado Ausangate) è una montagna delle Ande alta 6.384 m s.l.m.. Si trova a circa 100 km a sud-est della città di Cusco, in Perù.